# Calmella
Calmella ([kəl'meʎə], en francès Calmeilles) és un poble, cap de la comuna del mateix nom, de 65 habitants, de la comarca dels Aspres, tradicionalment adscrit a la del Rosselló, a la Catalunya del Nord.

## Etimologia
El topònim Calmella és descriptiu del lloc on es troba el poble: explica Joan Coromines que el nom del poble ve del preindoeuropeu -possiblement sorotàptic- llatinitzat Calmicella, diminutiu de calmis (cim planer o capçada d'una serra). És exactament l'indret on es dreça el poble de Calmella.

## Geografia

Situació de la comuna de Calmella en el Rosselló

### Localització i característiques generals del terme
El terme comunal de Calmella, de 132.200 hectàrees d'extensió, és situat en el sector meridional de la subcomarca dels Aspres i sud-occidental del Rosselló, al límit del Vallespir, en una zona de relleu muntanyós i trencat, cobert de boscs i de garrigues.
La meitat nord-est del terme de Calmella està vertebrat principalment per la vall de la Ribera de Calmella, que travessa al biaix el terme de sud-oest a nord-est i aflueix en la Ribera d'Oms al nord-est del terme. Aquesta vall és subsidiària del curs de la Cantarana, afluent del Reart, curs d'aigua de la Plana del Rosselló amb conca pròpia, que s'aboca en la Mediterrània a través de l'Estany de Sant Nazari. En canvi, la meitat sud-oest del terme es decanta cap a la Ribera Ampla, que pertany a la conca del Tec i, per tant, té una decantació cap al Vallespir.
Separa aquestes dues parts del terme, valls i conques una suau carena que davalla del Montner, de 783 m alt, cap al sud, assoleix els 573 m alt en el collet de la carretera D13 entre el Còrrec dels Pastors i el de la Gorga, els 605 en el turó del serradet de les Esplanes, a ponent del poble de Calmella, on gira cap a ponent tot passant pel sud del poble i va a tancar al límit del terme al Bosc del Senyor. Cal destacar que aquesta carena, que separa dues conques hidrogràfiques, és força més baixa que els altres límits del terme, que ara quedaran exposats.
El Montner és el punt culminant del terme, i marca, com s'ha vist, el límit de les dues grans valls del terme de Calmella. La vall de la Ribera de Calmella i Ribera de l'Om està delimitada al nord per la carena que davalla des del Montner cap a llevant, que separa Calmella de Prunet i Bellpuig. No sempre seguint la carena principal (en alguns trams el límit és arbitrari), passa pel Coll de Bellpuig, a 516 m alt, prop del qual hi ha, al sud-est, l'església romànica de Santa Maria del Coll, des d'on, quasi en línia recta, s'adreça sense seguir cap accident geogràfic al límit dels termes de Calmella, Queixàs i Montoriol, a 247,2 m alt, a prop a l'oest de l'ermita de Sant Amanç de la Ribera. Des d'aquest punt, el termenal puja en direcció sud-est fins al cim de la carena que separa aquesta vall de la dels còrrecs de la Bertra i dels Noguers i, al capdamunt, de la Ribera de Montoriol, que va pujant gradualment fins als 360 m alt primer i als 366 després, punt en què el termenal deixa de seguir la carena i esdevé arbitrari, fins al triterme de Calmella, Montoriol i Oms, a 482,1, on hi ha el Piló de la Calcina d'Oms i puja, també sense cap límit natural, als 552, del Pic de la Calcina d'Oms. En aquest punt, el termenal baixa en línia recta cap a l'oest fins a la llera de la Ribera d'Oms, a 316 m alt. Aleshores el termenal remunta aquest curs d'aigua cap al sud uns 500 metres, a 357,8 m alt, punt en què el termenal abandona el riu i puja cap al sud-oest fins al Serrat, a 546,3 m alt. Des d'aquest lloc, i seguint de forma aproximada la carena que arrenca cap al sud, arriba a prop del Bosc del Senyor, a 594,3, on enllaça amb la carena abans descrita que parteix les dues meitats del terme de Calmella.
D'altra banda, la vall de la Ribera Ampla davalla cap al sud-oest, i després cap al sud, des del mateix cim del Montner, seguint un tros el contrafort sud-oest d'aquesta muntanya i, després de traçar un doble angle recte, continuar baixant en la mateixa direcció de forma arbitrària fins que, a ponent del Mas d'en Paroll, troba el Còrrec de la Borbolla, a 511,4 m alt. És el termenal amb Prunet i Bellpuig. Des d'aquell lloc, el termenal segueix cap al sud pel mateix curs d'aigua durant un tram molt llarg, seguint la sinuositat que marca el torrent, fins que, quan arriba a la partida de la Borbolla, s'aboca en la Ribera Ampla a 391,7 m alt, on comença el termenal amb Sant Marçal. Aleshores, el termenal segueix la Ribera Ampla cap al sud, de forma molt sinuosa, fins que arriba al límit meridional del terme de Calmella, a 348,9 m alt. En aquell punt la Ribera Ampla rep per l'esquerra el Còrrec de Solvareda, que esdevé termenal, ara amb el terme de Tellet.
Remuntant el còrrec esmentat cap al nord-est fins al capdamunt, acaba de pujar de dret fins al Serrat del Coll d'Arques, a 681 m alt, i tot seguit, en la mateixa direcció, davalla al Coll d'Oms, a 555,8, i al Serrat del Rost, on hi ha el punt de trobada de les comunes de Calmella, Tellet i Oms, a 578,1. Tot seguit, de forma sinuosa i arbitrària, el termenal amb Oms va a cercar el punt on comença la carena que separa les dues grans valls del terme.
Termes municipals limítrofs:
| Prunet i Bellpuig | Queixàs | Montoriol |
|                   |         | Oms       |
| Sant Marçal       | Tellet  |           |

### El poble de Calmella

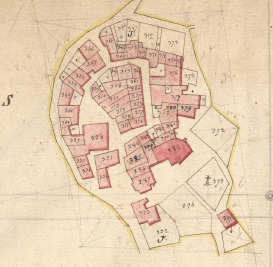
Cameles en el Cadastre napoleònic del 1812 (Arxius Departamentals dels Pirineus Orientals)

Situat a 488 m alt en un coster dominat per l'església parroquial de Sant Feliu, el poble presenta les característiques d'una cellera, amb totes les cases agrupades en un conjunt a l'entorn de l'església i, antigament, del seu cementiri, a més del castell, a ran de l'església. El poble amb prou feines ha crescut amb el pas del temps, atesa la seva situació i dificultat de comunicació. És més, ha esdevingut un dels pobles amb ajuntament propi amb menys població dels Països Catalans.

### Nostra Senyora del Coll
Prop del límit amb Queixàs i del Coll de Bellpuig, que li dona el nom, es troba el santuari de Nostra Senyora del Coll, ja documentat el 1128 (S. Maria de Collo). L'església actual és del segle xv, tot i que n'hi degué haver una d'anterior romànica, de la qual només es conservaria l'absis. La imatge de la Mare de Déu d'aquesta ermita és a Sant Feliu de Calmella.

### La Balma i Carcassa
El lloc de la Balma és esmentat el 991 (ipsa Balma) i el 1087 (alode de Balma). Devia ser una balma habitada, i queda a prop al nord-oest del poble, a prop de la Cova de l'Ós i de la Costa.
No es coneix on era el lloc de Carcassa, esmentat el 929-935 (Carcasense) i el 1011 (Carchasse). No n'han quedat vestigis ni a la toponímia.

### Noguereda
Aquesta part del terme parroquial de Tellet és actualment dins de la comuna de Calmella, possiblement a l'entorn de l'actual Mas Pomereda, molt a prop del termenal entre les dues comunes.

### Els masos del terme
Tot i que alguns estan abandonats, i d'altres serveixen de segones residències, o per a estadants no relacionats amb el conreu de la terra, els masos de Calmella són els següents: Can Borrell, Can Cairó, Can Fina, o Mas de la Fina (abans, Mas d'en Fines), Can Giraut, Can Puget, Can Toia, abans Mas Boix, la Caseta del Mas Llinars (denominada generalment la Caseta, senzillament), el Cortal del Còrrec dels Pujals, el Cortal de la Calcina, el Cortal dels Pujals, el Cortal de Can Borrell (també generalment denominat el Cortal), el Cortal del Bac, el Cortal Sabater, Mas Aucell, abans Mas de l'Aucell, Mas d'en Baus, Mas d'en Bolfa, Mas d'en Lluís, Mas d'en Peroi, Mas Gatones, abans d'en Gatones, Mas Llinars, Mas de la Pomereda, abans Mas de la Noguereda, Mas Sabater i Mas (o Can) Vila-seca. Alguns són en ruïnes, com Can Paraire, Can Vilà (abans Mas Vilà), Mas de la Costa i Molí d'en Roig. D'altres són noms ja en desús, com la Cava d'en Meler i el Mas d'en Peritxa.

### Els cursos d'aigua
Els tres cursos principals d'aigua del terme, que vertebren les diferents valls de Calmella, són la Ribera Ampla, la Ribera de Calmella i la Ribera d'Oms. En són afluents un bon munt de còrrecs: Còrrec de Can Borrell, Còrrec de Can Cairó, Còrrec de Can Fina, Còrrec de Can Giraut, Còrrec de Can Puget, Còrrec de l'Apellador, Còrrec de la Borbolla, Còrrec de la Cabana, Còrrec de la Calcina, Còrrec de la Calcineta, Còrrec de la Calmeta, Còrrec de la Coma, Còrrec de la Costa del Cabrit, Còrrec de la Creu, Còrrec de la Dou, Còrrec de la Femada, Còrrec de la Ferriola, Còrrec de la Font, Còrrec de la Fontassa, Còrrec de la Font d'en Rigaut, Còrrec de la Gorga, Còrrec de la Vernosa, Còrrec del Bac, Còrrec del Bac de la Calcina, Còrrec del Bac dels Pujals, Còrrec del Bosc, Còrrec del Bosc Negre (n'hi ha dos), Còrrec del Cirer, Còrrec del Coll d'Oms, Còrrec de l'Eixau, Còrrec de l'Era d'en Costa, Còrrec de les Feixes, Còrrec de les Teixoneres, Còrrec del Forn, Còrrec del Mas de la Figuera, Còrrec del Mas de l'Aucell, Còrrec del Mas d'en Baus, Còrrec del Mas de la Costa, o d'en Costa, Còrrec del Mas d'en Pomereda, Còrrec del Puisart, Còrrec del Romegós, Còrrec del Sabater, Còrrec del Serrat del Roire Cremat, Còrrec del Serrat del Rost, Còrrec del Solà de la Capella, Còrrec dels Pastors, Còrrec dels Pujals, Còrrec dels Quintans, Còrrec dels Seris (nom ja en desús; és la part inferior del Còrrec del Bac), Còrrec del Teixidor, Còrrec de Puigmany, Còrrec de Solvareda, o de Sobreda i Còrrec Sec.
Un bon nombre de fonts són presents en el terme de Calmella: Font captada del Mas d'en Baus, Font de Can Giraut, Font de Can Paraire, Font de la Capella, Font del Mas Aucell, Font del Mas d'en Baus, Font del Mas d'en Lluís, Font del Mas Pomereda, Font del Mas Vila-seca i Fonts del Còrrec de la Gorga.

### El relleu
La muntanya de més alçada del terme de Calmella és el Montner, de 782 m alt, situat a l'extrem nord-oest del terme. És una taula calcària d'aspecte original, que destaca en el paisatge. Al sud, el relleu és marcat pel Serrat de Coll d'Arques, que assoleix els 687 m alt.
Dues valls de dues conques diferents conformen les valls principals del terme de Calmella. Al nord, la de la Ribera de Sant Amanç, tributària de la Cantarana i del Reart. Al sud, la de la Ribera Ampla, que aflueix en el Tec a l'altura de Pont de Reiners.
La toponímia del terme de Calmella reflecteix noms de diferents tipus de relleu. D'elevacions, com Montner, el Puig de la Vinyassa, la Calcina, la Calcina d'Oms (amb el Pic de la Calcina d'Oms, ja dins del terme d'Oms), el Puig d'en Puget, Puigmany; serres i serrats, com el Serrat de Bertra, el Serrat, o Serra, del Mas Soler, el Serrat de Coll d'Arques, el Serrat del Mas de la Costa, el Serrat del Roire Cremat, el Serrat del Rost, el Serrat dels Hostalets, el Serrat d'en Vidaula; d'obagues, com el Bac, el Bac de Can Puget, el Bac de la Dou, el Bac del Senyor i el Bac dels Pujals; de solelles, com el Solà de la Capella, el Solà de la Dou, el Solà del Bosc del Senyor, el Solà d'en Fines, el Solà del Mas d'en Gatones; de boscs, com el Bosc Reial de Montner, ara anomenat Bosc de Calmella, i el Bosc Negre; colls, com el Coll de la Caixa de l'Obra, el Coll de les Arques i el Coll d'Oms; plans de muntanya, com la Coma; zones de muntanya, com la Costa; una cova, la Cova de l'Ós; roques singulars, com el Roc.

## Els boscs
Dins del terme de Calmella no hi ha cap bosc de titularitat pública, però té molt propers el Bosc Comunal de Sant Marçal, a ponent, en el terme comunal d'aquest nom, i el Bosc Estatal del Reart, a llevant, en el terme de Torderes.

### El terme comunal
Molts dels topònims de Calmella han estat ja exposats en apartats anteriors. A part dels referits al relleu, cal tenir en compte la Calmeta, el Cortal d'Amunt, la Creu, l'Era d'en Costa, la Ferriola, o Còrrec de la Ferriola (com a nom de lloc), la Graveta, els Horts de la Font, els Horts de les Basses,. Alguns són noms antics, ja en desús, com els Jardins (al poble), el Mas de la Costa, el Mas de l'Aucell, el Mas d'en Baus, el Mas d'en Bolfa, el Mas d'en Borrell, el Mas d'en Cairó, el Mas d'en Fines, el Mas d'en Gatones, el Mas d'en Giraut, el Mas d'en Lluís, el Mas d'en Paraire, el Mas d'en Peritxa, el Mas d'en Peroi, el Mas d'en Pomereda, el Mas d'en Puget, el Mas d'en Vilà, el Mas d'en Vila-seca, el Mas Llinars, el Mas Sabater, el Mas Soler (tots ells noms de les partides dels entorns dels masos esmentats), els Pujals, els Quintans, el Romegós, les Teixoneres, el Verger i la Vinya d'en Manent.
Alguns dels noms de lloc indiquen els termenals de la comuna de Calmella: la Peira Dreta, el Piló de la Calcina d'Oms, el Piló de la Creu Trencada, o de la Mare de Déu del Coll, el Piló del Pla del Mener i el Roc del Camp d'en Rimbau.

#### El Cadastre napoleònic
En el Cadastre napoleònic del 1812, Calmella és dividit en dues seccions: la del Poble i la del Mas d'en Puget, corresponents, aproximadament, a la meitat nord i a la meitat sud del terme comunal. La del poble conté les partides del Solà de la Capella, amb l'ermita de Santa Maria del Coll, el Bosc Reial de Montner, el Romegós, Llinars, amb el Mas Llinars, el Mas d'en Baus, amb el mas d'aquest nom, el Mas d'en Lluís, amb el mas homònim, la Calcina, el Solà de Gatones, amb el Mas d'en Gatones, el Bac dels Pujols, el Solà de la Dou, el Bac de la Dou, el Roc, el Mas d'en Peroi, l'Era d'en Costa, les Teixoneres, el Mas Borrell, amb el Cortal Borrell i el mas homònim, els Jardins, el Mas Sabater, amb el mas i el cortal del mateix nom, la Creu, el Cortal d'Amunt, els Horts de les Basses, el Bac del Senyor, el Solà del Bosc del Senyor, el Verger, amb el Mas Boix, el Còrrec dels Quintans, el Mas de la Costa, amb el mas d'aquest nom, el Còrrec dels Seris, els Horts de la Font, la Costa, el Solà d'en Fines, el Mas d'en Vila, amb el mas homònim i els Pujals. La secció del Mas d'en Puget conté les partides del Còrrec de la Ferriola, el Mas d'en Puget, amb el mas d'aquest nom, l'Ocell, el Mas d'en Cairó, amb el mas homònim, el Bac, amb el Cortal del Bac, el Mas d'en Paraire, amb el mas d'aquest nom, el Mas d'en Pomareda, també amb el mas homònim, el Mas d'en Vila-seca, igualment amb el mas així anomenat, el Mas d'en Bolfa, també amb aquest mas, el Mas d'en Peroi, igualment amb el seu mas, el Mas d'en Fines i el Mas d'en Giraut, tots dos amb els masos homònims.

## Transport

### Carreteres
Travessa el terme de Calmella una única carretera que passa pel nucli principal de població. És la D - 13 (D - 615, a Coll de Llauró - D-618, a Coll d'en Fortó, terme de Prunet i Bellpuig) travessa el terme de sud-est a nord-oest, aproximadament al biaix per a prop del centre de la comuna, i en marxa, cap al terme de Prunet i Bellpuig, pel nord-oest. Per aquesta carretera, Calmella es comunica indirectament amb Llauró (3,5 km) i directament amb el terme de Prunet i Bellpuig. És una carretera de muntanya, molt tortuosa.

### Transport públic per carretera
Les línies del servei departamental de Le bus à 1 € més properes a Calmella són les que enllacen Ceret o Forques amb Perpinyà. La 300/340 uneix Perpinyà amb Arles passant per Pollestres, Vilamulaca, Banyuls dels Aspres, el Voló, Sant Joan de Pladecorts, Morellàs, Ceret, Reiners, els Banys d'Arles i Arles. La 340/341, Perpinyà amb la Presta, passant per Ceret (hi va directament des de la capital rossellonesa), Reiners, els Banys d'Arles, Arles, Montferrer, el Tec, Prats de Molló i la Presta. La 340/342, Perpinyà amb Costoja, passant igualment per Pollestres, Vilamulaca, Banyuls dels Aspres, el Voló, Sant Joan de Pladecorts, Ceret, Reiners, els Banys d'Arles, Arles, Montferrer, Sant Llorenç de Cerdans i Costoja. Finalment, la 401 va de Ceret a Argelers de la Marenda, passant per Morellàs, el Voló, Montesquiu d'Albera, Vilallonga dels Monts, Sant Genís de Fontanes, la Roca d'Albera, Sureda, Sant Andreu de Sureda, Palau del Vidre i Argelers.
La 390 uneix Perpinyà amb Forques, passant per Toluges, Tuïr, Santa Coloma de Tuïr i Terrats. Ofereix deu serveis diaris en cada direcció, de dilluns a dissabte. No circula els dies de festa. Per aquesta línia, Forques és a 5 minuts de Terrats, a 10 de Santa Coloma de Tuïr, a quasi 20 de Tuïr, a 35 de Toluges i a tres quarts d'hora de Perpinyà.
Des de Forques o Ceret a Calmella cal comptar amb el TAD, el Transport a la demanda. Funciona únicament els diumenges i dies festius, i s'ha de sol·licitar per telèfon el dia abans.

### Els camins del terme
En el terme de Calmella es troben tot de camins que comuniquen el poble amb els seus veïns: Camí de Bellpuig, Camí del Mas Pomereda a Tellet, Camí o Pista de Montoriol, Camí de Queixàs, Camí de Sant Amanç, o de Montoriol, abans Camí de Perpinyà, Camí de Tellet, Camí de Tellet a Oms, Camí d'Oms, Camí -o Camí Vell- d'Illa, Camí d'Oms a Montoriol, Camí Vell de Sant Marçal, o de Bellpuig, Ruta de Bellpuig, Ruta del Coll de Fortó i Ruta, o Camí, d'Oms.
Els camins interiors del terme són els següents: Camí de Can Giraut, o Pista d'Antoinette, abans Camí del Mas d'en Puget, Camí de Can Vilà, Camí del Cortal del Bac, Camí del Mas Borrell, Camí del Mas d'en Baus, Camí del Mas d'en Bolfa, Camí del Mas Pomereda, Camí del Mas Vila-seca, Camí dels Horts de les Basses, Camí dels Pujals, Pista DFCI (Defensa de la Forest Contra els Incendis) del Serrat del Mas de la Costa, Pista DFCI del Serrat del Rost, Pista DFCI de Montner i Pista DFCI de Pomereda, o del Mas Pomereda.

## Activitats econòmiques
L'estructura, abrupta i trencada, del sòl del territori de Calmella, sumat a la gran despoblació que ha sofert aquesta comuna, fa que s'hi doni una activitat econòmica molt minsa. Menys de deu explotacions agrícoles en funcionament, amb menys de 25 hectàrees conreades (d'un terme de 132.200 del conjunt de la comuna) redueix molt la producció agrícola de Calmella. Tres quartes parts del conreat és de vinya, i hi ha una mica d'arbres fruiters, sobretot cirerers, i tot just una hectàrea d'hortalisses, cereals i farratges. La ramaderia és pràcticament inexistent.
Als volts del 1970, el 60% del terme comunal de Calmella fou adquirit per forasters: el 45% belgues, i la resta alemanys i francesos.

## Història

### Edat mitjana
El lloc de Calmella és esmentat el 853 (ipsas Calmezelas) i el 929 (Calmicella). Carles el Calb atorgà Calmella i Carcasense a Oliba, fill del comte Radulf I de Besalú i de Ridlinda. Radulf era germà de Guifré el Pilós i del comte de Conflent i de Rosselló, Miró el Vel. El monestir de Santa Maria d'Arles tenia una quarta part del territori de Calmella, i el 1011 el cedí en bescanvi a Oriol d'Ogassa i al seu fill Joan, que era marit d'Adelaida de Cerdanya, filla del comte Oliba Cabreta. El seu fill Bernat Joan s'intitula senyor de Calmella a la seva mort, esdevinguda el 1092. El 1121 apareixen com a senyors de Calmella una branca de la família d'Oms.

### Edat Moderna
Continuà en mans dels d'Oms fins al 1692, quan mor Dorotea d'Oms, religiosa de Sant Salvador des del 1648, i cedeix la possessió de Calmella a l'orde de les Dames de Sant Salvador, la qual en continuà tenint la possessió fins a la fi de l'Antic Règim.

## Demografia
Actualment, Calmella és la 35a comuna amb menys població dels Països Catalans.

### Demografia antiga
La població està expressada en nombre de focs (f) o d'habitants (h)
| 16 f | 14 f | 9 f | 8 f | 16 f | 22 f | 40 f | 28 f | 42 h | 280 h | 65 f | 64 f |

Font: Pélissier 1986

### Demografia contemporània
| Evolució de la població |      |      |      |      |      |      |      |      |
| 1793                    | 1800 | 1806 | 1821 | 1831 | 1836 | 1841 | 1846 | 1851 |
| 254                     | 268  | 320  | 384  | 326  | 352  | 365  | 361  | 318  |

| 1856 | 1861 | 1866 | 1872 | 1876 | 1881 | 1886 | 1891 | 1896 |
| ---- | ---- | ---- | ---- | ---- | ---- | ---- | ---- | ---- |
| 364  | 330  | 299  | 285  | 285  | 265  | 248  | 240  | 228  |

| 1901 | 1906 | 1911 | 1921 | 1926 | 1931 | 1936 | 1946 | 1954 |
| ---- | ---- | ---- | ---- | ---- | ---- | ---- | ---- | ---- |
| 237  | 232  | 244  | 169  | 157  | 143  | 116  | 90   | 50   |

| 1962 | 1968 | 1975 | 1982 | 1990 | 1999 | 2006 | 2008 | 2011 |
| ---- | ---- | ---- | ---- | ---- | ---- | ---- | ---- | ---- |
| 47   | 45   | 46   | 37   | 41   | 42   | 57   | 63   | 65   |

| 2013 |
| ---- |
| 65   |

Fonts: Ldh/EHESS/Cassini fins al 1999, després INSEE a partir deL 2004

### Evolució de la població

Població 1962-2008

## Administració i política

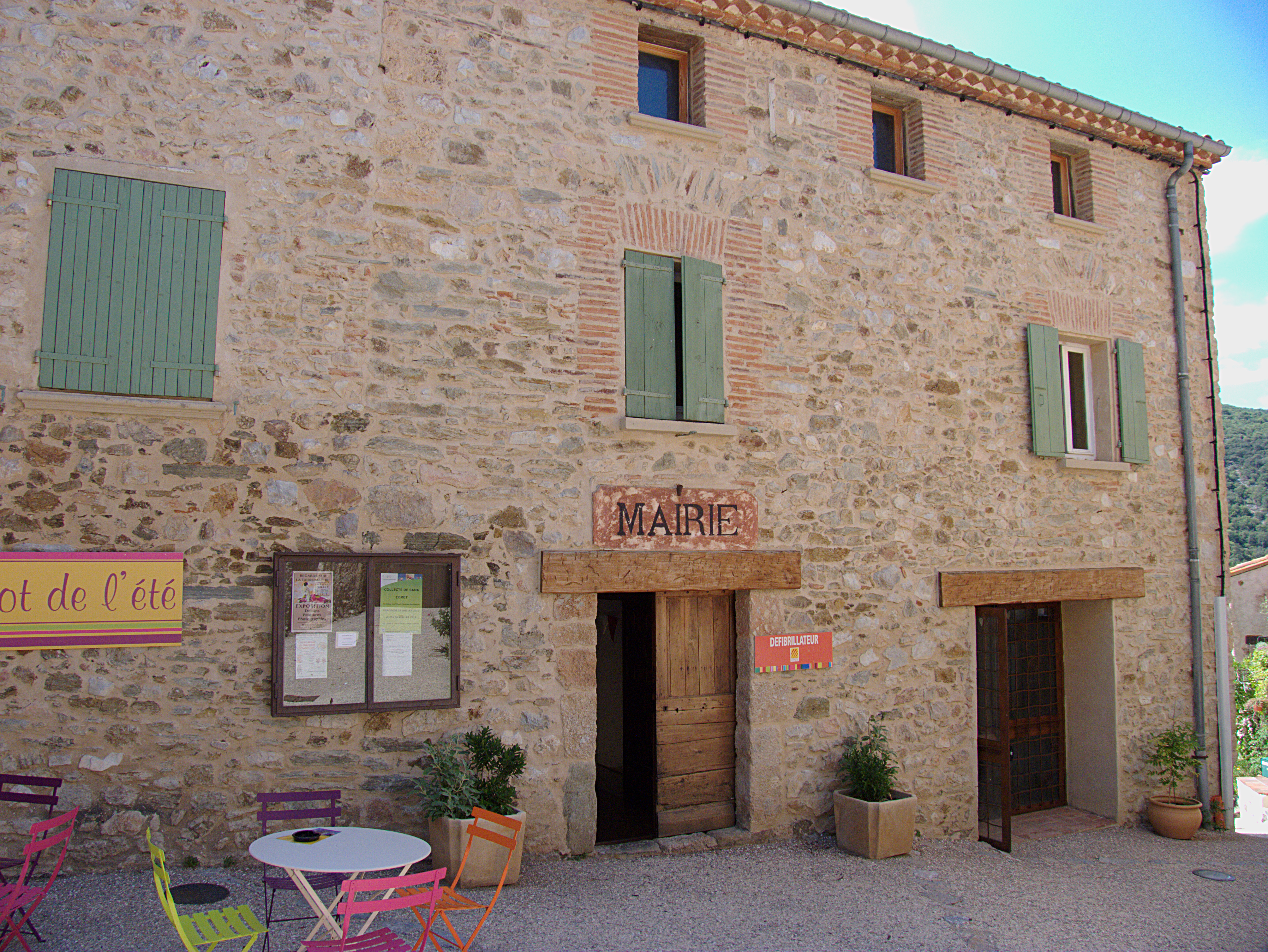
La Casa del Comú

### Batlles[10]
| Període                       | Nom            | Opció política | Comentaris |
| ----------------------------- | -------------- | -------------- | ---------- |
| Març del 2001 - Març del 2014 | Brigitte Baux  | DVG            |            |
| Març del 2014 - Moment actual | Gérard Chinaud |                |            |

### Legislatura 2014 - 2020

#### Batlle
- Gérard Chinaud.

#### Adjunts al batlle[12]
- 1r: Pilar Torres
- 2n: Stéphanie Lelievre.

#### Consellers municipals
- Marie-Thérèse de Brouwer Caron
- Geoffroy Bansillon
- Pierre Roigt
- François-Xavier Brunet.

### Adscripció cantonal

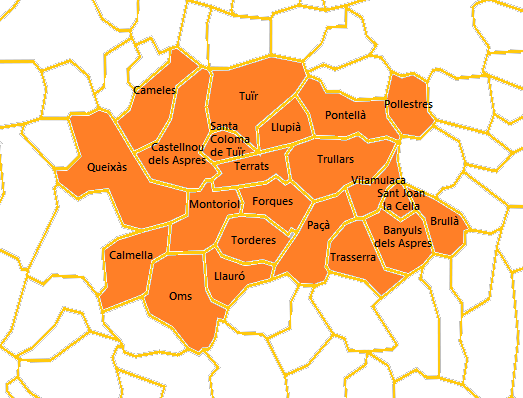
Mapa del Cantó 1 dels Aspres

A les eleccions cantonals del 2015 Calmella ha estat inclòs en el cantó número 1, denominat Els Aspres, amb capitalitat a la vila de Tuïr i els pobles de Banyuls dels Aspres, Brullà, Calmella, Cameles, Castellnou dels Aspres, Forques, Llauró, Llupià, Montoriol, Oms, Paçà, Pollestres, Pontellà i Nyils, Queixàs, Santa Coloma de Tuïr, Sant Joan la Cella, Terrats, Torderes, Trasserra, Trullars i Vilamulaca. Hi han estat escollits com a consellers departamentals Édith Pugnet, del Partit Comunista - Front d'esquerra, Vicepresident del Consell departamental, adjunta al batlle de Cabestany, i René Olivé, del Partit Socialista, Vicepresident del Consell departamental, batlle de Tuïr.

## Ensenyament i cultura
Calmella no disposa d'escola pròpia. Pel que fa als infants en edat d'escola maternal i primària, poden assistir a les escoles de Llauró, Torderes, Reiners, Ceret, els Banys d'Arles o Arles. Per a la secundària, poden assistir als col·legis de Ceret, Arles, Tuïr, el Soler, Toluges o Illa. Finalment, per al batxillerat, als Liceus de Ceret, Vilallonga dels Monts o Perpinyà.